# Ronald Rauhe
Ronald „Ronny“ Rauhe (* 3. Oktober 1981 in West-Berlin) ist ein ehemaliger deutscher Kanute und zweifacher Olympiasieger. Bei Welt- und Europameisterschaften gewann er insgesamt 31 Goldmedaillen. Nach seiner sportlichen Karriere ist er als TV-Experte, Unternehmer und Speaker tätig sowie Mitglied in der Athletenkommission der Europäischen Olympischen Komitees (EOC).

## Karriere
Rauhe begann im Kindesalter mit dem Kanusport. Er kam über seine Eltern, sein Vater war gar Deutscher Meister, zu dem Sport.
Zwischen 1997 und 1999 holte Rauhe vier Titel bei Junioren-Weltmeisterschaften und drei Titel bei Junioren-Europameisterschaften.
Seit 1999, kurz nach seinem letzten Titel bei Junioren-Weltmeisterschaften, wurde er für die Weltmeisterschaften in Mailand nominiert und konnte direkt Bronze gewinnen. Er nahm ab diesem erfolgreich im Einer- und Zweier-Kajak mit Tim Wieskötter an verschiedenen großen internationalen Wettbewerben teil. Seit 2002 startete er für den KC Potsdam. 2004 wurde das Duo Olympiasieger über 500 m. Nachdem sie zwischen 2001 und 2008 bei allen internationalen Meisterschaften ungeschlagen gewesen waren, unterlagen sie bei den Olympischen Spielen 2008 um neun Hundertstelsekunden den Spaniern Saúl Craviotto und Carlos Pérez. National ist Rauhe der Rekordtitelträger. Bis zu seinem Karriereende 2021 sammelte er bei Deutschen Meisterschaften mehr als 70 Titel.
Nach 2009 konnte Rauhe zunächst keine bedeutenden Rennen mehr gewinnen, zuletzt unter anderem bedingt durch die Dominanz der Russen Alexander Djatschenko und Juri Postrigai. Im Januar 2014 trat Tim Wieskötter vom Leistungssport zurück und Rauhe trainierte ab dem Frühjahr 2014 im Zweier-Kajak mit Tom Liebscher. Noch im gleichen Jahr holten sie bei den Europameisterschaften den Titel über 200 Meter, bei den darauffolgenden Weltmeisterschaften Silber. Auch bei den Europaspielen 2015 gewannen die beiden die Silbermedaille. Im 200-Meter-Finale der Olympischen Spiele 2016 belegten Rauhe und Liebscher den fünften Platz, im Einer-Kanu über diese Distanz gewann Rauhe die Bronzemedaille zeitgleich mit dem Spanier Saúl Craviotto.
Seit 2017 war er Rauhe Teil des deutschen Vierer-Kajaks über 500 Meter. Zusammen mit Tom Liebscher, Max Lemke und Max Rendschmidt fuhr er 2017 Weltrekordzeit in dieser Disziplin. Außerdem gewannen sie in jenem und den beiden darauf folgenden Jahren bei den Weltmeisterschaften sowie bei den 2021 ausgetragenen Olympischen Spielen 2020 die Goldmedaille. Rauhe konnte somit bei Olympischen Spielen sowohl im Einer-, Zweier- als auch Vierer-Kajak Medaillen holen. Bei der Schlussfeier der Spiele in Tokio war er am 8. August 2021 der deutsche Fahnenträger. Anschließend beendete er seine Karriere.
Neben seinen 5 Medaillen bei Olympischen Spielen und 26 Medaillen bei Weltmeisterschaften konnte Rauhe noch 15 Gold-, 9 Silber- und 3 Bronzemedaillen bei Europameisterschaften holen.

## Nach dem Leistungssport
Rauhe ist seit 2022 für das ZDF TV-Experte. Darüber hinaus ist Rauhe als Keynote-Speaker tätig. Sein technisches Knowhow aus dem Kanurennsport bringt er bei der Zusammenarbeit mit dem Institut für Forschung und Entwicklung von Sportgeräten (FES) ein. Gemeinsam wurde ein Carbon-Boot für die Nationalmannschaft entwickelt, das auch bei den Olympischen Spielen 2024 in Paris zum Einsatz kommen soll. Anfang November 2023 wurde der Ex-Kanute in die Athletenkommission der Europäischen Olympischen Komitees gewählt. Im Jahr 2024 brachte er mit Andreas Matlé ein Buch heraus, in der er am Beispiel seiner Karriere die Bedeutung des Leistungssports für die Gesellschaft aufzeigt und deutlich macht, wo er Defizite in der Sportförderung sieht.

## Privates
Rauhe besuchte die Heinrich-Böll-Oberschule Berlin. Er ist Sportsoldat mit Dienstgrad Hauptfeldwebel und hat an der Universität Potsdam Sportmarketing studiert. Ronald Rauhe lebt seit 2008 zusammen mit der Kanutin Fanny Fischer in Falkensee, heiratete sie 2015 und hat mit ihr zwei Söhne. In seiner Freizeit geht der Berliner gern surfen und spielt beim Ruder- und Kanu-Verein Berlin Kanupolo in der 1. Bundesliga.

## Ehrungen
- 2004: Medienpreis Bambi, gemeinsam mit Zweier-Kajak-Partner Tim Wieskötter
- 2007: zusammen mit Tim Wieskötter Mannschaft des Jahres von Brandenburg
- 2016: Verdienstorden des Landes Brandenburg
- 2019: Sportler des Jahres von Brandenburg
- 2021: Sportler des Jahres von Brandenburg
- 2021: zusammen mit Max Lemke Mannschaft des Jahres von Brandenburg
- 2021: Sparkassenpreis für Vorbilder im Sport

## Werke
- Rauhe, Ronald (mit Matlé, Andreas): In einem Boot. Warum Leistungssport so wichtig für die Gesellschaft ist. Edel Sports, 1. Aufl. Hamburg 2024. ISBN 978-3-98588-099-7

## Musik
- Simon Goodlife feat. Olympia-Kanu-Team – RIOlympia[18][19]